# سیتون دلاول
سیتون دلاول (به انگلیسی: Seaton Delaval) یک روستا در بریتانیا است که در Seaton Valley واقع شده‌است. سیتون دلاول ۴٬۳۷۱ نفر جمعیت دارد.